# 广西卫视
广西卫视是中华人民共和国广西广播电视台旗下的综合卫星频道，其前身是广西电视台第一套节目，于1970年10月1日开播:92。1997年以后，开始在广西以外的省市的有线电视网落地:234。

## 频道栏目
- 《广西新闻》
- 《壮语新闻》[3]
- 《时尚中国》
- 《遇见好书》
- 《收藏马未都》
- 《民族文化》
- 《一声所爱·大地飞歌》
- 《百寿探秘》